# Delphine Gaultier
Delphine Gaultier, née le 8 juillet 1980, est une joueuse de kayak-polo internationale française.
En 2002, elle est inscrite au club d'Acigné.

## Sélections
Sélections en équipe de France espoir
- Championnats d'Europe 2001 : Médaille d'or [1]

Sélections en équipe de France senior
- Championnats du monde 2002 : Médaille d'argent [2]